# Christina Tscharyiski

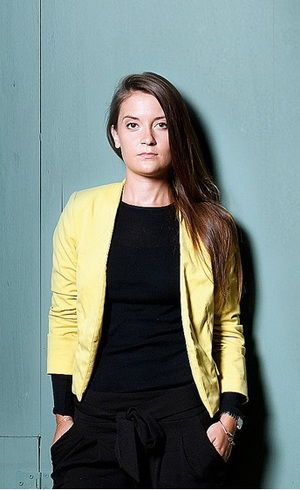
Christina Tscharyiski (2016)

Christina Bona Maria Tscharyiski (* 1988 in Wien) ist eine österreichisch-bulgarische Theaterregisseurin und lebt in Wien.

## Leben
Tscharyiski studierte an der Universität Wien Theater-, Film- und Medienwissenschaft sowie Soziologie und arbeitete als Regieassistentin bei zahlreichen Theater- und Opernproduktionen, darunter bei Dimiter Gotscheff und Frank Castorf. Seit der Spielzeit 2013/14 ist Tscharyiski als Regisseurin tätig und inszenierte seitdem diverse Texte zeitgenössischer Autoren. Ihre Inszenierung Ja eh! nach einem Text von Stefanie Sargnagel wurde 2018 für den Nestroy-Preis nominiert, zum Heidelberger Stückemarkt und zum Regiefestival Radikal Jung nach München eingeladen, wo sie den Publikumspreis gewann. Die Produktion war 2018 auch beim Asphalt Festival in Düsseldorf zu sehen. 2019 war sie mit »Revolt. She said. Revolt Again.« von Alice Birch und Marlene Streeruwitz abermals zum Festival Radikal Jung eingeladen und die Inszenierung wurde für das Nachtkritik-Theatertreffen ausgewählt. Sie inszenierte am Berliner Ensemble, Schauspiel Frankfurt, Burgtheater, Volkstheater München, Theater Freiburg, Landestheater Niederösterreich, Schauspielhaus Graz sowie am Rabenhoftheater Wien. 2022 wurde ihre Inszenierung von „In den Gärten oder Lysistrata 2“ von Sibylle Berg am Düsseldorfer Schauspielhaus zum Heidelberger Stückemarkt eingeladen. Ihre Inszenierung von Hildensaga. Ein Königinnendrama am Volkstheater München wurde mit dem AZ-Stern als „Inszenierung des Jahres 2022“ ausgezeichnet. Weitere Inszenierungen am Berliner Ensemble, Schauspiel Frankfurt, Burgtheater, Theater Freiburg, Landestheater Niederösterreich, Volkstheater München, Schauspielhaus Graz, Düsseldorfer Schauspielhaus sowie am Rabenhoftheater Wien folgten.
Im Sommer 2022 inszenierte Christina Tscharyiski ihre erste Kinderoper Der Teufel mit den drei goldenen Haaren bei den Salzburger Festspielen.

## Inszenierungen
- 2013/14 Das Interview von Theo van Gogh mit Alma Hasun, Alexander Pschill (Theater in der Josefstadt)
- 2014/15 Das Schwert des Ostens von Manfred Rebhandl mit Gregor Seberg, Gerald Votava (Rabenhoftheater Wien)
- 2015/16 Die Hamletmaschine von Heiner Müller mit Marie-Luise Stockinger, Ignaz Kirchner, Christoph Radakovits (Burgtheater Vestibül)
- 2017/18 MS Pocahontas von Gerhild Steinbuch (Theater in der Josefstadt)
- 2017/18 Ja eh! von Stefanie Sargnagel mit Voodoo Jürgens (Rabenhoftheater Wien)
- 2018/19 Archiv: Glück von Kateřina Černá (Landestheater Niederösterreich)
- 2018/19 Revolt. She said. Revolt again. Mar-a-lago von Alice Birch und Marlene Streeruwitz (Berliner Ensemble)[7]
- 2018/19 Quasi Jedermann mit Texten von Helmut Qualtinger (Landestheater Niederösterreich)[8]
- 2019/20 schlammland gewalt von Ferdinand Schmalz (Schauspielhaus Graz)
- 2019/20 Monster von Kurt Palm, (Rabenhof Theater)[9][10]
- 2019/20 Am Wiesnrand von Stefanie Sargnagel (Volkstheater München)
- 2019/20 Kasimir und Karoline von Ödön von Horváth (Theater Freiburg)
- 2020/21 Ich und Ich von Else Lasker-Schüler (Schauspiel Frankfurt)
- 2020/21 Schwarzwasser von Elfriede Jelinek (Berliner Ensemble)
- 2020/21 In den Gärten oder Lysistrata 2 von Sybille Berg (Düsseldorfer Schauspielhaus)
- 2021 In letzter Zeit Wut von Gerhild Steinbuch (Schauspiel Frankfurt)
- 2022 Judith Shakespeare - Rape and Revenge von Paula Thielecke (Schauspielhaus Graz)
- 2022 Der Teufel mit den drei goldenen Haaren nach einem Märchen der Brüder Grimm (Salzburger Festspiele)[11]
- 2022/23 Die Mutter nach Bertolt Brecht (Berliner Ensemble)
- 2022/23 HEIL – eine energetische Reinigung von Stefanie Sargnagel (Rabenhof Theater)
- 2022/23 Hildensaga. Ein Königinnendrama. von Ferdinand Schmalz (Volkstheater München)
- 2023 Herr Puntila und sein Knecht Matti von Bertolt Brecht (Berliner Ensemble)